# Líbero (voleibol)

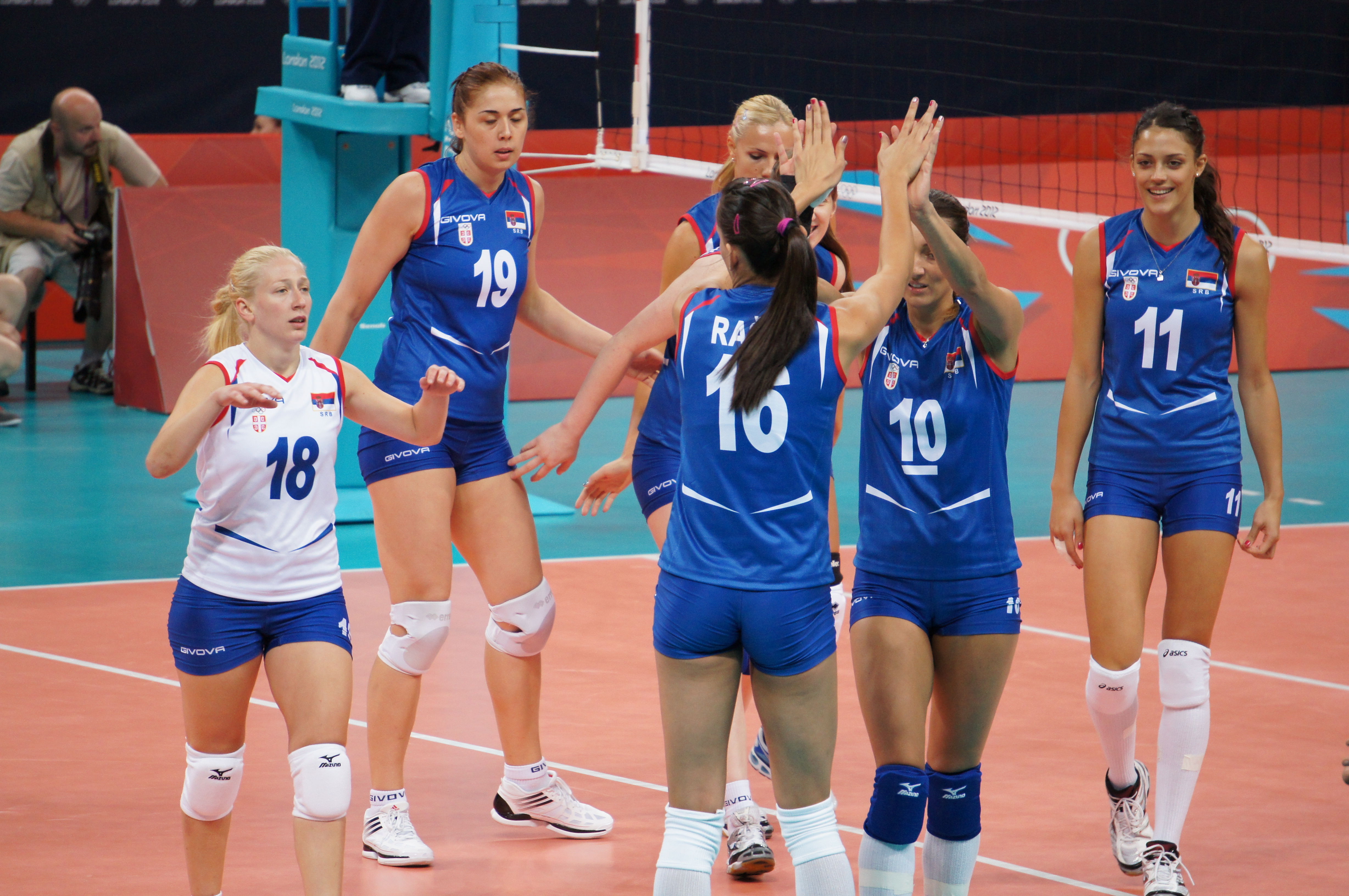
Seleção Sérvia de Voleibol Feminino; a jogadora usando cor diferente, Suzana Ćebić, é a líbero.

Líbero é uma posição do voleibol introduzida em 1998 pela FIVB. Trata-se de um termo invariável em todos os outros idiomas e suas características de atuação são jogar somente no fundo da quadra (posições 1, 5 e 6) no lugar de um dos jogadores de fundo, e é especializado nos fundamentos de recepção e defesa: as limitações de seu jogo o impedem de desenvolver todos os outros fundamentos, exceto levantamento em suspensão. Portanto:
- Não pode fazer o serviço (saque);
- Não pode concluir uma ação de ataque (de nenhuma parte da quadra) se a bola estiver acima do bordo superior da rede (ou de seu prolongamento horizontal);
- Se o líbero efetuar um levantamento invadindo a zona de ataque (à frente da linha dos três metros) um outro jogador não pode concluir uma ação de ataque golpeando a bola completamente acima do bordo superior da rede (esta limitação deriva da exigência de excluir o líbero do uso muito frequente do levantamento, que se efetua na zona de ataque como penúltimo toque da equipe).

As substituições do líbero são ilimitadas e devem ser efetuadas antes do apito para o serviço (saque), sem solicitar autorização ao árbitro. A permanência do jogador líbero está sujeita à rotação do titular de quem ele toma o seu lugar, tendo que, necessariamente, colocá-lo quando ele volta à primeira linha (posição 4). Normalmente, no voleibol moderno, o líbero entra no lugar do central do fundo e permanece na quadra até que, no rodízio, o outro central vá para o fundo (e, hipoteticamente, o líbero iria para a zona de ataque), dando lugar para aquele central que havia sido substituído; O líbero volta no rally seguinte, novamente no lugar do central do fundo.
Quando o levantador se encontra defendendo uma bola de um oponente ou estiver em apuros porque está longe ou no chão, geralmente intervém livre para driblar (atrás da linha de 3 metros, ou fora da zona de ataque) para que tenha ainda quatro jogadores disponíveis para o ataque.

## Líberos famosos

### Voleibol masculino[4][5]
- Kid
- Serginho
- Mário Júnior
- Tiago Brendle
- Davide Marra
- Gabriel Moraes
- Maique Reis
- Damiano Pippi
- Mirko Corsano
- Loris Mania
- Hubert Henno
- Pablo Meana
- Alexis González
- Ren Qi
- Alexander Sokolov
- Krzysztof Ignaczak
- Jenia Grebennikov

### Voleibol feminino[6]
- Ana Maria Volponi
- Sandra Suruagy
- Andréa dos Santos Teixeira
- Ricarda Lima
- Arlene Xavier
- Fabi
- Camila Brait
- Keyla Alves
- Nyeme Costa
- Kerstin Tzscherlich
- Paola Croce
- Paola Cardullo
- Merlo Enrica
- Stacy Sykora
- Nicole Davis
- Victoria Kuzyakina
- Janneke van Tienen
- Zhang Xian
- Nam Jie-Youn
- Pannoy Piyanut
- Brenda Castillo